# Clifford Possum Tjapaltjarri
Clifford Possum Tjapaltjarri (Napperby Station, 1932 – Alice Springs, 21 giugno 2002) è stato un artista australiano, esponente dell'arte aborigena.

## Vita e opere
Tjapaltjarri nacque circa nel 1932, in una popolazione aborigena insediata nel nord dell'australia, durante la loro espulsione dal territorio verso le zone desertiche dell'entroterra. In poco tempo divenne uno degli aborigeni più celebri del suo tempo, grazie alle sue spiccate doti artistiche. Le sue opere sono la sua chiave di lettura della religione, fortemente influenzata dalle radici culturali del suo popolo, dal quale non si è mai distaccato. Le tele raffigurano grandi composizioni che ricordano l'espressionismo astratto, ma che cercano, attraverso la raffinatezza dei colori e delle linee, una risposta alle dogmi della religione a cui l'artista fa riferimento.